# Bültenmoor
Das Bültenmoor ist ein Naturschutzgebiet in den niedersächsischen Gemeinden Adendorf und Brietlingen im Landkreis Lüneburg.
Das Naturschutzgebiet mit dem Kennzeichen NSG LÜ 025 ist 45 Hektar groß. Es liegt nördlich von Adendorf. Im Norden grenzt es direkt an den Brietlinger Ortsteil Moorburg, im Westen an die Bundesstraße 209. Das Gebiet stellt den Bereich einer Ausblasmulde unter Schutz, in dem ein flacher, stark verlandeter Weiher mit einer breiten Verlandungszone aus Torfmoosen liegt. Die Ausblasmulde ist von sandigen, mit Kiefernforsten bestandenen Erhebungen umgeben.
Das Gebiet steht seit dem 22. Oktober 1974 unter Naturschutz. Zuständige untere Naturschutzbehörde ist der Landkreis Lüneburg.